# Pedra de São Domingos
Pedra de São Domingos é uma elevação rochosa do estado de Minas Gerais localizada na serra da Mantiqueira no extremo sul do estado. Possui 2.050 metros de altitude.

## Localização
Localiza-se entre os municípios de Córrego do Bom Jesus, Paraisópolis e Camanducaia.

## Turismo
É um importante ponto turístico e possui uma infra-estrutura de antenas voltadas para o sistema de comunicação.